# Fontaine de dégraissage
Une fontaine de dégraissage est dans l'industrie un dispositif de traitement de l'eau.

## Contexte
Consécutivement à la Législation sur les rejets et pollutions industriels (loi sur l'eau et les milieux aquatiques), la nécessité de pouvoir recueillir et conditionner les effluent issues du nettoyage et dégraissage de pièces ou ustensiles, pour les petites industries ou exploitants ne tombant nécessairement pas sous le coup de l'obligation au retraitement avant rejet et, pour les entreprises ayant des besoins ponctuels, a fait naître un nouveau poste de travail, la fontaine de dégraissage.

## Utilité
Pouvoir recueillir et conditionner les effluent issues du nettoyage et dégraissage de pièces ou ustensiles, sans pour cela devoir recourir à la construction coûteuse et disproportionnée d'une station d'épuration ou pour des besoins locaux et ou de mise en place freinés par la topologie des lieux.

## Caractéristiques
Celle-ci est constituée d'un élément en inox, pourvue, d'un bac (évier), d'une robinetterie, d’un jet souple (muni ou pas d'une brosse), d'un réservoir d'additif, d'un réservoir de récupération (voire d'un séparateur eau/graisse).
Raccordée au réseau d'eau, elle permet de nettoyer, dégraisser toutes pièces ou ustensiles sans rejet dans les canalisations et d'en recycler les résidus.

## Applications
Dans des lieux à activités ponctuelles, comme, des chantiers (notamment en voie de certification Haute qualité environnementale) ou dans la réserve d'un commerce pratiquant le SAV (Service Après Vente) sur des équipements motorisés (jardinage, louage, etc.), dans une usine possédant déjà son réseau mais dont les dispositions ne permettent pas un raccordement.
La relative légèreté du dispositif en fait un ensemble mobile et facile à mettre en place.